# 石光
石光（1958年9月—），男，汉族，辽宁盘锦人，中华人民共和国政治人物。吉林大学世界经济学专业毕业。

## 生平
1977年7月参加工作。1983年3月加入中国共产党。2000年1月，任辽宁省经济贸易委员会建材行办主任。2004年3月，任辽宁省经济委员会建材行办主任。2004年8月，任辽宁省经济委员会副主任。2006年3月，任辽宁省经济委员会副主任、党组副书记，省口岸办公室主任(正厅级)。2009年3月，任辽宁省经济和信息化委员会副主任、党组副书记、省口岸办公室主任（正厅级）。2011年5月，任中共丹东市委副书记，副市长、代理市长（2012年1月正式当选）。2013年，当选第十二届全国人民代表大会辽宁地区代表。2014年12月，任辽宁省民政厅党组书记。